# أصدقاء (الموسم 4)
عُرِض الموسم الرابع من مسلسل فريندز وهو مسلسل كوميديا الموقف أمريكي من تأليف كل من ديفيد كرين ومارتا كوفمان على قناة إن بي سي في 25 سبتمبر 1997. ٱنتج المسلسل بواسطة شركة برايت/كوفمان/كرين برودكشنز بالاشتراك مع تلفزيون وارنر برذرز. يحتوي الموسم على 24 حلقة واختتم بثه في 7 مايو 1998.

## لمحة عامة
تصالح روس ورايتشل لفترة وجيزة في بداية الموسم الرابع بعد انفصاله عن بوني، ولكنهما ينفصلان بعد أن تظاهر روس بقراءة رسالة طويلة كتبتها له رايتشل. ومع ذلك، يواصل روس الإصرار على أن الاثنين كانا في فترة انفصال عندما نام مع كلوي، لذلك ينفصل الاثنان مرة أخرى. يواعد جوي كاثي (باغيت بروستر) وهي فتاة معجب بها تشاندلر. يقبل كاثي وتشاندلر بعضهما لاحقًا، مما تسبب في حدوث دراما بين تشاندلر وجوي. يسامح جوي تشاندلر فقط ويسمح له بمواعدة كاثي بعد أن يقضي تشاندلر عيد الشكر في صندوق كعقوبة. تنتهي علاقة تشاندلر مع كاثي بعد أن اكتشف أنها خانته مع شخص آخر بسبب جدال. تفقد فيبي وظيفتها كمدلكة بعد تقبيلها لأحد عملائها وترافق مونيكا التي أصبحت متعهدة تقديم الطعام للتأجير. سرعان ما بدأ عملًا تجاريًا لتقديم الطعام معًا، لكن عُرض على مونيكا منصب رئيسة الطباخين بعد مراجعتها السلبية لمطعم أليساندروز. أكدت مونيكا في النهاية هيمنتها في المطبخ على الرغم من تعرضها للضغط في البداية بسبب غضب زملائها في العمل. تصبح فيبي أما حاضنة لشقيقها وزوجته أليس (ديبرا جو راب). تضطر مونيكا ورايتشل إلى تبادل الشقق مع جوي وتشاندلر بعد خسارة رهان خلال لعبة مسابقة، لكن تمكنتا من العودة عن طريق رشوتهما بتذاكر لحضور مباراة لنيويورك نيكس الموسمية وقبلة لمدة دقيقة واحدة (خارج الشاشة) بينهما. خُفِضَت رتبة رايتشل بعد وفاة رئيسها إلى التسوق الشخصي وتلتقي وتواعد لاحقًا عميلًا يُدعى جوشوا (تيت دونوفان). يبدأ روس في مواعدة امرأة إنجليزية تدعى إميلي (هيلين باكسندل)، وسرعان ما يخطبها. تكافح رايتشل من أجل التأقلم وتقترح على جوشوا على عجل أن يتزوجا لكنه يرفض ذلك. يسافر مجموعة الأصدقاء في نهاية الموسم لحضور حفل زفاف روس وإميلي في لندن، ما عدا رايتشل وفيبي الحامل. ينام تشاندلر ومونيكا معًا، وتدرك رايتشل أنها لا تزال تحب روس وتسافر إلى لندن لإيقاف زفاف روس وإيميلي، لكنها تغير رأيها عندما تراهما سعيدين معًا. ينطق روس عن طريق الخطأ اسم رايتشل على مذبح الكنيسة أثناء عهوده الزواج، مما صدم عروسه والضيوف.

## الاستقبال
كان هذا الموسم واحدا من ثلاث مواسم تابعة للمسلسل أدرجته مجلة تي في غايد في «قائمة تي في غايد لأفضل 100 موسم تلفزيوني».
صنف موقع «كولايدر» الموسم في المرتبة الثامنة على ترتيب أفضل مواسم مسلسل فريندز العشرة. كانت حلقة «الواحدة مع الأجنة» الحلقة المتميزة في الموسم وفقًا لهم.